# Grossander major
Grossander major är en insektsart som först beskrevs av Gross 1965.  Grossander major ingår i släktet Grossander och familjen Rhyparochromidae. Inga underarter finns listade i Catalogue of Life.